# Џенива (Пенсилванија)
Џенива (енгл. Geneva) насељено је место без административног статуса у америчкој савезној држави Пенсилванија.

## Демографија
По попису из 2010. године број становника је 109, што је 6 (-5,2%) становника мање него 2000. године.
| Група             | 2000.        | 2010.       |
| Белци             | 115 (100,0%) | 106 (97,2%) |
| Афроамериканци    | 0 (0,0%)     | 1 (0,9%)    |
| Азијати           | 0 (0,0%)     | 0 (0,0%)    |
| Хиспаноамериканци | 0 (0,0%)     | 0 (0,0%)    |
| Укупно            | 115          | 109         |